# Марковский, Тихон Павлович
Ти́хон Па́влович Марко́вский — русский революционер, участник Гражданской войны, большевик, борец за установление Советской власти в Сибири.

## Биография
Произведен в прапорщики из юнкеров Александровского военного училища, со старшинством с 1 октября 1916 г. В 1917 г. избран солдатами 31-го Сибирского запасного стрелкового полка в Красноярский Совет. После Октябрьской революции избран товарищем председателя Красноярского Совета, членом Соединенного губернского исполнительного комитета Советов рабочих, солдатских и крестьянских депутатов. В 1918 г. - командующий отрядами Красной Гвардии.
После поражения Советской власти в Красноярске в июне 1918 г., участвовал в попытке большевистского руководства города эвакуироваться на пароходах в низовья Енисея. Вместе с другими сторонниками Советской власти был захвачен белыми недалеко от Туруханска, взят в плен и возвращён в Красноярск.
В ночь на 27 июля 1918 года по дороге с пристани в тюрьму зверски замучен белоказаками вместе с А. П. Лебедевой и С. Б. Печерским.

## Память
В честь Марковского названа улица в Красноярске (бывшая Большекачинская).